# Stefano Peschiera
Stefano Peschiera (16 de janeiro de 1995) é um velejador peruano.

## Carreira
Ele terminou em 4º lugar no Laser Standard e 1º no Laser Radial no Campeonato Sul-Americano de 2014; 58º no Campeonato Mundial de Vela ISAF de 2014; 3º no Campeonato Mundial Masculino Sub-21 de Laser Standard de 2014; 7º no Campeonato Norte-Americano de Laser de 2014; 5º nos Jogos Sul-Americanos de 2014; e 2º nos Jogos Bolivarianos de 2013.
Peschiera venceu o Campeonato Nacional Masculino de Singlehanded da ICSA duas vezes, em 2015 e 2018, o Campeonato Nacional de Barco Misto da ICSA em 2018 e o Campeonato Nacional de Corrida de Equipe da ICSA em 2017-18, velejando pelo College of Charleston e foi nomeado Velejador Universitário do Ano da ICSA em 2018. Em 2022, ele venceu o Campeonato Peruano na classe Snipe. Nos Jogos Olímpicos de Verão de 2024, conseguiu a medalha de bronze na classe Laser.